# Karel van Wolferen
Karel van Wolferen (1941) è un giornalista e scrittore olandese, particolarmente noto per i suoi studi sulla politica, economia e società giapponese.

## Carriera
Dal 1962 agli anni ´90 è stato il corrispondente del giornale olandese NRC Handelsblad in Giappone, occupandosi anche di altri paesi dell´estremo oriente. Particolarmente significativi sono stati il libro sulle proteste studentesche del finire degli anni ´60 e gli articoli sulla rivoluzione filippina del 1986.
Ma la sua fama è dovuta in particolare alla pubblicazione nel 1989 del libro The Enigma of Japanese Power, che ha venduto oltre 650 000 copie in 11 lingue. L´opera di 500 pagine dense è un'analisi a tutto campo sul sistema politico-economico giapponese, sulle ragioni del suo successo e sui suoi aspetti critici. La recezione è stata più positiva in occidente, rispetto al Giappone, dove tuttavia ha avuto il merito di sollevare un grande dibattito intorno agli aspetti criticati.
Dal 1997 è professore di istituzioni politiche ed economiche comparate all´Università di Amsterdam.
In patria è conosciuto anche per le critiche mosse contro la politica estera americana dopo l´elezione di George W. Bush e la mancanza di indipendenza degli stati europei.

## Libri pubblicati
- Van Eyck to Brueghel – 1970, Tudor Publishing Company
- Student Revolutionaries of the Sixties – Oost-West Publishing
- The Enigma of Japanese Power - 1989, Alfred A. Knopf
- Nihon wo dosuru ? – Akirameru mae ni, 144 no gimon -1991, Hayakawa
- Min wa orokani tamote – Nihon kanryo, dai shimbun no honne – 1994, Shogakkan
- Ningen wo koufuku ni shinai Nihon to iu shisutemu – 1994, Mainichi (Paperback 2000 Shinchosha)
- Nihon no chishikijin he - 1995, Madosha
- Shihaisha wo shihai seyo – senkyomae senkyogo - 1996, Mainichi
- Naze Nihonjin wa Nihon wo aisenai no ka – kono fukou na kuni no yukikata – 1998, Mainichi
- Okore! Nihon no chuuryuu dankyu – 1999, Mainichi
- Amerika wo koufuku ni shi sekai wo fukou ni suru fujouri na shikumi – 2000, Diamond
- Nihon to iu kuni wo anata no mono ni suru tame ni – 2001, Kadokawa
- Kaiketsu Wolferen no “Nihon waido gekijou” – 2001, President
- Wolferen Kyoju no yasashii Nihon keizai – 2002, Diamond
- Bush sekai wo kowashita kenryoku no shinjitsu - 2003, PHP
- De Ondergang van een Wereldorde (vertaald) – 2003, Contact - Amsterdam, ISBN 90-254-1880-5
- Amerika kara no “dokuritsu” ga Nihonjin wo koufuku ni suru – 2003, Jitsugyo no nihonsha
- Sekai no asu ga kessuru hi – beidaitouryousengo no sekai wa dou naru no ka? – 2004, Kadokawa
- Sekai ga Nihon wo mitomeru hi – mou Amerika no “zokkoku” de iru hitsuyou wa nai – 2005, PHP
- Een Keerpunt in de Vaderlandse Geschiedenis (Co-authored with Jan Sampiemon) – 2005, J.M. Meulenhoff, ISBN 90-290-7698-4
- Mou hitotsu no sakoku – nihon wa sekai de koritsu suru – 2006, Kadokawa.
- Nihonjin dake ga shiranai Amerika “sekaishihai” no owari - 2007, Shokumashoten